# Space Goofs
Інопланетяни — французький мультсеріал. Був створений кінокомпанією Gaumont, транслювався з 6 вересня 1997 по 12 травня 2006 року. В Україні мультсеріал транслювався на каналах НБМ, Новий канал та ICTV.

## Сюжет
П'ятеро іншопланетян з вигаданої планети Зігма Б: Кенді Карамелла, Етно Поліно, Стерео Моновіч, Бад Будовіч та Красунчик Клато вирушають у дорогу на своєму літальному зорельоті. Коли команда вирішує влаштувати пікнік на одному з астероїдів, у зорельоті відмовляють гальма. Корабель врізається в астероїд та іншопланетяни падають на Землю. Їхній зореліт зазнає глибоких пошкоджень та обладнання, яке було у ньому, практично безповоротно зламано. Іншопланетяни думають як їм повернутися додому, та пильнують, щоб люди їх не помітили. Блукаючи містом, вони знаходять порожній будинок, який здається в оренду, і влаштовуються на його горищі. Тут і починаються їхні кумедні пригоди. До будинку починають вселятися люди та іншопланетяни використовують вцілілий прилад, який називається SMTV та здатний перетворити їх в будь-кого, для того, щоб люди не запідозрили їх. Герої виганяють усіх, хто навідує будинок, та прагнуть повернутися на рідну планету.

## Персонажі
- Кенді Гектор Карамелла — маленький зелений прибулець з великою головою і зморшкуватим чолом. Носить жовтий фартух, з чорними крапками. Кенді, серед своїх друзів, виконує обов'язки, прибирання горища та будинку, приготування їжі, бо у нього, це дуже добре виходить. По характеру охайний, акуратний та енергійний. Кенді гомосексуал, у мультсеріалі, він грає як образи жінок, як і образи чоловіків.
- Етно Поліно — фіолетовий прибулець з червоними губами та великим носом. Низького росту. Етно є лідером серед своїх друзів та "мозком" команди. Науковець і геній, саме він розробляє всілякі технологічні штуки, щоб повернутися на рідну планету. Вивчає людей, як окремий розумний вид.
- Стерео Моновіч — червоний двоголовий прибулець, у кожної дві голови є довгі носи. Стерео володіє знанням усіх мов галактики, що натякає на його розвинений інтелект. Любить читати. Дві голови інколи сперечаються між собою, що призводить до кумедних ситуацій.
- Бад Будовіч — високий жовтогарячий прибулець, з довгою шиєю. У нього три пасма волосся та великі очі, налиті кров'ю. Бад ледачий та наївний, він телевізійний наркоман — не має такого телевізійного актора, якого він не знав. Цілий день він проводить біля телевізора. Інколи Бад пропонує доречні та корисні ідеї, але його ніхто не слухає.
- Красунчик Клато — гладкий прибулець блакитного кольору з важким підборіддям та випнутим великим зубом. Ненажера, що постійно думає про їжу. По характеру сварливий, жорстокий і жадібний, але інколи проявляє доброту.